# NARS cosmetics
NARS cosmetics(ナーズコスメティクス)は、1994年フランソワ・ナーズ(仏: FrançoisNars)によって創業されたアメリカ合衆国ニューヨーク発祥の化粧品ブランド。2000年に資生堂が買収。2018年、約30の国と地域で販売している。

## 沿革
1994年 フランソワ・ナーズによって「NARS cosmetics」がニューヨークで創業。
2000年 株式会社資生堂が買収。製造から販売までを委託。
2008年 バーバラ・カルカーニ(英: Barbara Calcagni)がグローバルマーケティング担当に就任。
2011年 2月「2011秋冬ニューヨーク・コレクション」でバックステージを担当。初の旗艦店(フラッグショップ)をニューヨークにオープン。
2014年 香港、アジア、北米、欧州へグローバル展開。
2017年 「世界女性サミット」にてバーバラ・カルカーニ社長が登壇。8月よりインターネット販売による中国市場にブランド展開を開始し、9月より店舗販売を開始。

## フランソワ・ナーズについて
メイクアップアーティストであり、写真家。2016年に「Ordre National de la Légion d'Honneur」（レジオンドヌール勲章）を受章。